# Портинари, Кандиду
Кандиду Портинари (порт. Candido Portinari, 29 декабря 1903, Бродовски, Сан-Паулу — 6 февраля 1962, Рио-де-Жанейро) — крупнейший бразильский художник XX века.
...Такие люди, как Ороско, Ривера, Портинари, Тамайо и Гуаясамин, подобны вершинам Анд...
Пабло Неруда

## Биография

### Детство и образование
Кандиду Портинари родился 30 декабря 1903 года на кофейной плантации Фазенда Санта-Роза около Сан-Паулу, второй из двенадцати детей в семье. Родители, Батиста Портинари и Доминга Торквато, эмигрировали в Бразилию из итальянской области Венеция в конце XIX века. В 1906 году родители покинули кофейную плантацию и занялись мелкой торговлей в соседнем посёлке, сейчас городе Бродовски. Кандидо Портинари посещал начальную школу в Бродовски с 1911 по 1916 год, но прекратил занятия после третьего класса. В десять лет он написал свою первую картину, а в 1918 году вместе со школьным другом поступил в группу странствующих художников и скульпторов итальянского происхождения, зарабатывавших деньги тем, что они расписывали церкви в бразильских городах. Виторио Греголини, один из художников в группе, стал его первым учителем живописи.
В 1919 году поселился у родственников в Рио-де-Жанейро, зарабатывает на жизнь случайными работами. Пытался поступить в Национальную школу изящных искусств (порт. Escola National de Belas Artes), но не проходит конкурс. В 1920 году ему всё-таки удаётся поступить в школу, единственное учебное заведение в Бразилии, где велось формальное преподавание искусства и архитектуры. Он учился в школе искусств до 1928 года. Учился у Лусилиу де Альбукерка, затем у Жуана Батисты да Коста. В ноябре 1922 года впервые участвовал в ежегодной выставке (салоне) школы, его работа была отмечена, но приза не получила; в последующие годы получал призы и медали. Одновременно с обучением в школе Портинари вынужден работать, сначала в книжном магазине, затем как редактор журнала «Revista Academica», издаваемого медицинским факультетом университета. С 1924 года его регулярно начинают упоминать в прессе. В 1928 году получил премию ежегодного салона за картину «Портрет Олегариу Мариану». Премия заключалась в оплаченном путешествии в Европу.
В мае 1929 года в Рио-де-Жанейро прошла первая персональная выставка Портинари, на которой было экспонировано 25 его портретов. В июне он отплыл в Европу, где оставался до 1931 года, живя в Париже и посетив Лондон, Лурд, Испанию (Мадрид, Толедо и Севилью) и Италию (Пиза и Флоренция). В Париже он встретил уругвайку Марию Викторию Мартинелли, остававшейся его спутницей до конца жизни. В январе 1931 года Портинари вместе с ней возвращается в Бразилию. Во время пребывания в Париже усилия Портинари были в основном направлены на изучение западной живописи и посещение музеев, в этот период он создал очень мало произведений. После приезда в Бразилию он очень много работает, пытаясь компенсировать это созданием новых картин.

### 1931—1945

«Кофе» (1935), Музей изящных искусств (Рио-де-Жанейро).

После возвращения Портинари поселился в Рио-де-Жанейро, в районе Лапа, в тот момент богемном и артистическом. Ежегодно до 1936 года проходили его персональные выставки в Палас-Отеле, организованные Ассоциацией бразильских художников. В 1931 году он вошёл в комиссию по реформе художественного образования в Школе изящных искусств, отменившую, в частности, строгие критерии отбора, так что представители разных художественных течений получили доступ к образованию. Через год по требованию преподавателей Школы комиссия была расформирована.
В декабре 1934 года большая персональная выставка Портинари прошла в Сан-Паулу, а одну из его картин приобрёл художественный музей штата Сан-Паулу (порт. Pinacoteca do Estado de Sao-Paolo), что стало первой его картиной, купленной государственным музеем. В июле 1935 года Кандиду Портинари начинает преподавать в только что созданном Университете Федерального округа (сейчас Университет штата Рио-де-Жанейро), в котором преподавали лучшие специалисты со всей страны. В том же году его работа «Кофе» была отобрана для международной выставки в Питтсбурге, организованной Фондом Карнеги (Бразилию представляли восемь художников, всего на выставке была представлена 21 страна). Картина получила второй приз и была куплена министерством образования для Музея изящных искусств в Рио-де-Жанейро.
Начиная с 1936 года, Портинари начал получать правительственные заказы. Он выполнил четыре панно для монумента автодорог, расположенного на шоссе между Рио-де-Жанейро и Сан-Паулу. В конце года новый министр образования Бразилии, Густаву Капанема, пригласил Портинари выполнить настенные росписи в строящемся здании министерства, которое было заказано группе архитекторов, включая Оскара Нимейера под общим руководством Лусиу Косты. Портинари принял решение выполнить их в виде фрески. Эта техника никогда до того не применялась в Бразилии. Фрески были закончены в 1944 году и считаются вершиной творчества Портинари. Тем не менее, художника критиковали за то, что, выполнив фрески, он поддержал диктаторский режим президента Жетулиу Варгаса. В 1939 году он выполнил три картины для бразильского павильона на Всемирной выставке в Нью-Йорке.
В 1939 году родился единственный сын Портинари, Жуан Кандиду, диктатор Бразилии Жетулиу Варгас распустил Университет Федерального округа, а в ноябре в Музее изящных искусств в Рио-де-Жанейро прошла персональная выставка художника, где экспонировались 269 картин. В 1940 году целый выпуск авторитетного литературного журнала «Revista Academica» был посвящён Кандиду Портинари и состоял из более чем сорока статей о художнике. В августе 1940 года персональная выставка художника прошла в Институте искусств в Детройте, одном из ведущих американских художественных музеев, а с сентября по ноябрь Портинари с семьей находились в США по случаю другой персональной выставки художника в Нью-Йорке. В начале 1941 года в издательстве Чикагского университета вышла хорошо изданная книга о Портинари, с более чем ста иллюстрациями его работ.

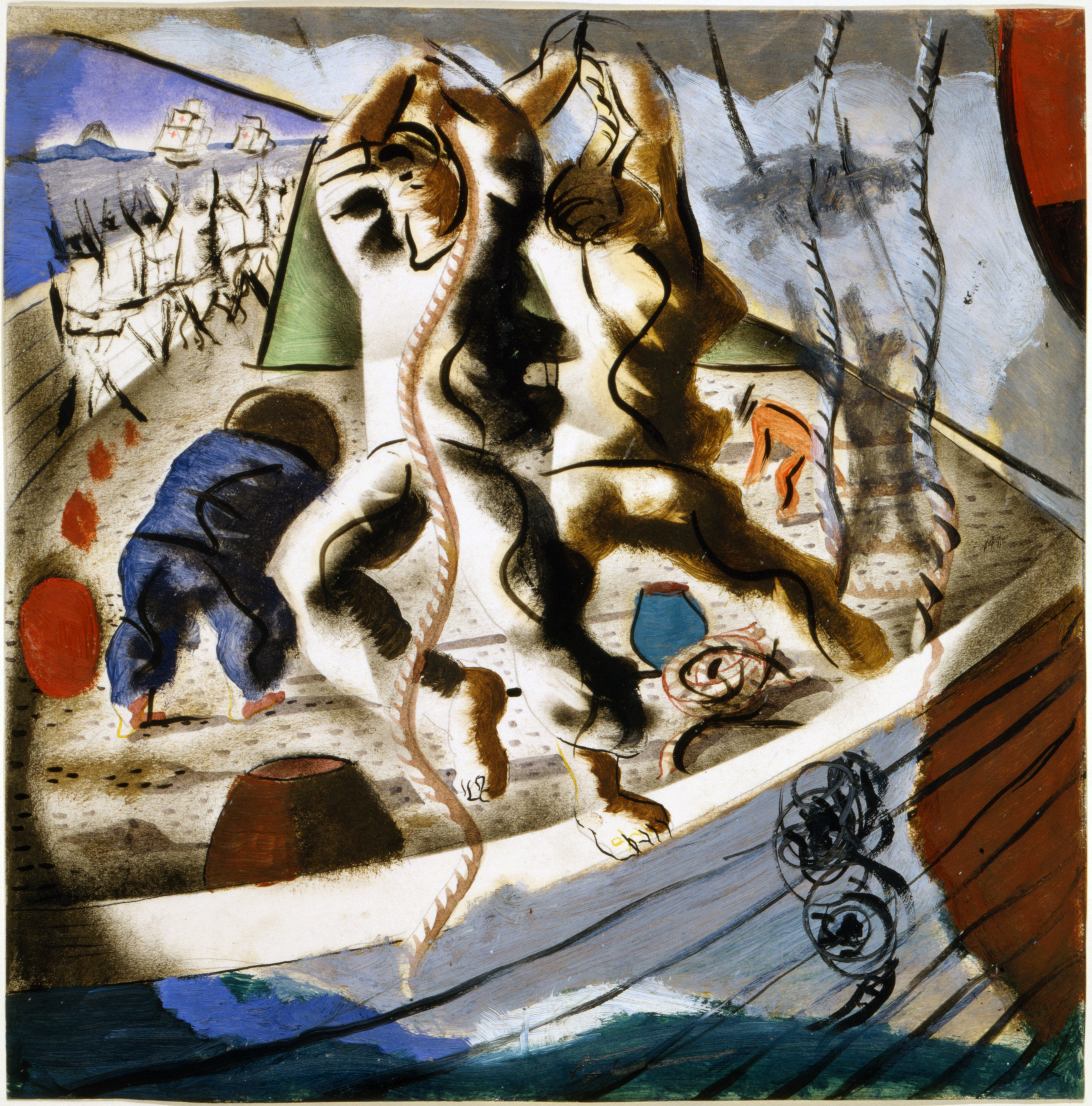
Эскиз росписи «Открытие земли» в Библиотеке конгресса США.

С июля 1941 года по декабрь 1942 года Кандиду Портинари работал над росписями здания Библиотеки конгресса США в Вашингтоне. В феврале он вернулся в Бразилию и три месяца провёл у родителей в Бродовски, где выполнил картину для церковного алтаря. Сразу после этого он пишет серию картин на библейские сюжеты для здания «Радио Тупи» в Сан-Паулу. В картинах прослеживается явственное влияние «Герники» Пикассо, которую он видел за несколько месяцев до этого в Нью-Йорке. В июне 1943 года, большая выставка Портинари снова прошла в Музее изящных искусств в Рио-де-Жанейро, а в октябре 1944 ещё одна выставка открылась в Вашингтоне.
В июне 1945 года Портинари расписывал церковь святого Франциска Ассизского, построенную по проекту Оскара Нимейера в Пампулье, районе Белу-Оризонти. Нетрадиционная архитектура и росписи церкви вызвали протест, и церковь была освящена лишь через 15 лет.

### 1945—1957
В конце 1945 года Кандиду Портинари участвовал в выборах в Сенат по списку от Коммунистической партии, но не был избран. Бразилия только что освободилась от диктатуры Варгаса, и симпатии левых интеллектуалов к коммунистам были обычным явлением. Портинари до конца жизни оставался членом коммунистической партии, хотя в конце 1950-х годов не принимал активного участия в её деятельности. Почти весь 1946 год, с февраля по ноябрь, он провёл в Париже, где проходила его выставка, и где он получил Орден Почётного легиона. По возвращении в Бразилию, снова включился в избирательную кампанию как кандидат в Сенат от коммунистов. В частности, он объехал большую часть штата Сан-Паулу, от которого баллотировался, участвовал в митингах. Он снова не был избран, а в мае 1947 года Коммунистическая партия Бразилии была запрещена. Портинари был вызван в полицию для дачи показаний. Выставка в США, прошедшая в этом году, была последней перед перерывом в 12 лет, так как в политическом климате США 1950-х годов провести выставку художника-коммуниста было практически невозможно. С мая по сентябрь Портинари провёл в Аргентине и Уругвае, где прошли его выставки, затем на короткое время вернулся в Рио-де-Жанейро, но в ноябре из-за усиления преследования бывших коммунистов правительством один (без семьи) отправился в добровольное изгнание в Монтевидео. В июне 1948 года вернулся в Бразилию.
В 1949 году он не смог выехать в США (отказ в визе) и в Мексику, но в ноябре отправился во Францию, затем в Италию, в июне 1950 года участвовал в венецианском биеннале с шестью картинами, но работы были холодно встречены критикой и не получили призов. В декабре 1949 года вышла книга уругвайского поэта Сиприано Витурейры «Портинари в Монтевидео». В ноябре 1950 года Портинари вернулся в Бразилию. В 1951 году в Милане вышла монография о художнике под редакцией Эугенио Лураги. В октябре 1952 года он получил заказ выполнить две панели для одного из залов строящейся штаб-квартиры ООН в Нью-Йорке (контракт подписан только в 1955 году, панели закончены в 1956 году, всё это время художник находился в Бразилии); в том же месяце он выполнил постер для Всемирного конгресса мира в Вене. В 1952 году он работал над росписями церкви в Бататайс около Бродовски, росписи были открыты в марте 1953 года. В апреле он впервые перенёс операцию; проблемы со здоровьем, возникшие впервые, были связаны с использованием определённого типа красок.

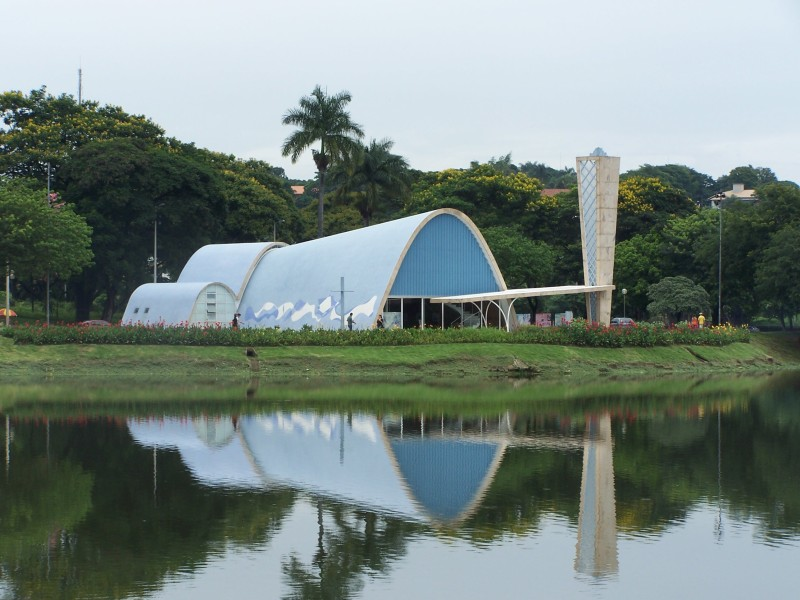
Церковь святого Франциска Ассизского в Пампулье, Белу-Оризонти.

В 1953 году впервые за десять лет проходит персональная выставка Портинари в Рио-де-Жанейро, в 1954 году — в Сан-Паулу. Летом по рекомендации врачей Кандиду Портинари на некоторое время прекратил писать картины. Он очень тяжело это переносил, написав однажды «Они запретили мне жить…»
В феврале 1956 года панели, выполненные для ООН, были показаны на выставке в Рио-де-Жанейро, которую открыл президент Бразилии Жуселину Кубичек, и привлекли огромное внимание публики. В апреле Портинари снова отплыл в Европу, затем в Израиль по приглашению правительства, где прошла его выставка в четырёх городах. Большое количество этюдов, сделанных в Израиле, послужили основой для так называемого Израильского цикла, работать надо которым художник начал после возвращения в Бразилию в том же году.
6 сентября 1957 года в Нью-Йорке были торжественно представлены публике панели для здания штаб-квартиры ООН. Сам художник не был приглашён на церемонию открытия из-за своих левых взглядов.
В ноябре 1957 года художник начал писать автобиографию, которой в том или ином виде занимался до своей смерти.

### Последние годы
В апреле 1958 года в Брюсселе открылась выставка «50 лет современного искусства». Одна из картин Портинари, «Enterro na rede», была отобрана для участия в выставке как одна из ста лучших картин XX века. В июле он был приглашён в Мексику в качестве члена жюри первой Всеамериканской выставки живописи и графики. Кроме того, он стал единственным художником, чьи работы (39) экспонировались на выставке в отдельном зале.
В 1960 году Портинари и Мария Мартинелли разошлись после 30 лет в браке. Её присутствие всегда оказывало сильнейшее влияние на творчество художника, и после развода он впадает в прострацию. Кроме того, в апреле того же года правительство было переведено в новую столицу, Бразилиа, построенную в течение нескольких лет перед этим. В оформлении зданий принимали участие все крупнейшие художники страны, но Портинари только создал эскиз одной из панелей часовни во дворце Альворада. Эскиз, выставленный в 1958 году, был подвергнут разгромной критике, и художник так и не выполнил панель, тем самым вовсе не приняв участие в оформлении новой столицы. Это никоим образом не улучшало его морального состояния.
6 мая 1960 года родилась внучка художника Дениз, которая стала одной из центральных тем его позднего творчества. Он менее чем за два оставшихся ему года написал не менее 16 её портретов и большое количество стихотворений.
В августе 1960 года Портинари получил телеграмму из Мексики от жены Давида Сикейроса, которого посадили в тюрьму за пропаганду левых взглядов, с просьбой о вмешательства. Портинари немедленно послал телеграмму президенту Мексики Адольфо Лопесу Матеосу с просьбой освободить художника.
Осенью 1961 года художник выполнил три свои последние картины, после этого отправился во Францию, вместе с Марией, с которой они жили раздельно более года. Одной из целей путешествия было навестить живущего во Франции сына. По прибытии в Гавр Портинари сообщили, что ему запрещён въезд во Францию как персоне нон грата. По всей видимости, это было связано с его резкой критикой политики Франции в Тунисе. После переговоров, он всё-таки смог получить временную визу на 60 дней. В качестве условия он согласился не делать политических заявлений во время пребывания в стране.
12 декабря 1961 года Портинари вернулся в Рио-де-Жанейро и окончательно расстался с женой.
В 1961 году к нему вернулись симптомы свинцового отравления, которые в начале 1962 года настолько усилились, что он не смог работать. Кандиду Портинари умер 6 февраля 1962 года. Был похоронен на кладбище Святого Иоанна Крестителя в Рио-де-Жанейро.
Правительство Бразилии выразило соболезнования, а штат Гуанабара (фактически город Рио-де-Жанейро) объявил трёхдневный траур.

## Творчество
В школе искусств Портинари получил классическое художественное образование, и во время своего двухлетнего пребывания в Европе познакомился как с великими мастерами прошлого (наибольшее влияние на него оказали Джотто и Пьеро делла Франческа, так и с современными французскими художниками, в том числе Матиссом и ван Донгеном. После возвращения в Бразилию он разработал собственную манеру, наиболее близкую мексиканским художникам Давиду Сикейросу и Диего Ривере. Подавляющее большинство произведений Портинари выполнены на тематику, так или иначе связанную с Бразилией или Латинской Америкой.
Портинари представлял фигуративное искусство в период, когда абстрактная живопись полностью доминировала. В довоенных картинах, таких как «Кофе», художник изображает деформированные человеческие фигуры, использует цвета. После начала войны его стиль изменяется под сильным влиянием «Герники» Пикассо. Цвет занимает минимальное место в послевоенном творчестве художника, многие картины выдержаны в серых тонах. (Росписи церкви Франциска Ассизского в Пампулье также монохромны, но выполнены синим).
Портинари также известен как иллюстратор, выполнивший иллюстрации к более чем десятку книг. Так, в 1944 году вышла книга классика бразильской литературы Машаду де Ассиса «Посмертные записки Браса Кубаса» с 88 иллюстрациями художника.

## Память о художнике
В Бродовски открыт дом-музей Кандиду Портинари.
Именем художника названа автомобильная дорога (порт. Rodovia Candido Portinari), соединяющая города Рибейран-Прету и Франка. Дорога проходит через Бродовски и Бататайс.
Именем Портинари названы улицы во многих городах Бразилии. В Сан-Паулу есть Авенида Кандиду Портинари.

## Награды
Награждён бразильским Орденом культурных заслуг.